# Hagikaze
L'Hagikaze (萩風) était un destroyer de classe Kagerō en service de la Marine impériale japonaise pendant la Seconde Guerre mondiale.

## Historique
Participant à la bataille de Midway, il saborde le porte-avions d'escorte Kaga après avoir été gravement endommagé par des avions de l'USS Enterprise au cours de la bataille.
Le 7 août 1943, l'Hagikaze est coulé avec son sister-ship Arashi et le Kawakaze entre Kolombangara et Vella Lavella lors de la bataille du golfe de Vella, par les destroyers USS Dunlap (en), USS Craven (en) et USS Maury (en). 178 membres d'équipage décèdent dans le naufrage.